# Гариль, Рене
Рене Жермен Мадлен Гариль (фр. Renée Germaine Madeleine Garilhe, 15 июня 1923 — 6 июля 1991) — французская фехтовальщица-рапиристка, чемпионка мира, призёр Олимпийских игр.

## Биография
Родилась в 1923 году в Париже. В 1947 году стала серебряной призёркой чемпионата мира. В 1948 году завоевала бронзовую медаль чемпионата мира и приняла участие в Олимпийских играх в Лондоне, но неудачно. В 1950 году стала обладательницей золотой и серебряной медалей чемпионата мира. В 1951 году стала чемпионкой мира. В 1952 году стала серебряной призёркой чемпионата мира, а на Олимпийских играх в Хельсинки заняла 6-е место в личном первенстве. На чемпионате мира 1953 года завоевала две серебряные медали, на чемпионате мира 1954 года — две бронзовые. В 1955 году опять стала серебряной призёркой чемпионата мира. В 1956 году вновь стала серебряной призёркой чемпионата мира, а на Олимпийских играх в Мельбурне завоевала бронзовую медаль в личном первенстве. В 1958 году стала обладательницей бронзовой медали чемпионата мира. В 1960 году приняла участие в Олимпийских играх в Риме, но там французская команда стала лишь 5-й в командном первенстве.